# Neobisium cristatum
Neobisium cristatum är en spindeldjursart som beskrevs av Beier 1959. Neobisium cristatum ingår i släktet Neobisium och familjen helplåtklokrypare. Inga underarter finns listade i Catalogue of Life.